# Pizzo di Coca
Der Pizzo Coca (lombardisch Piz Coca [pits coca]) ist mit 3052 m s.l.m. der höchste Berg der Bergamasker Alpen. Er gehört mit einer Schartenhöhe von 1878 m zu den prominentesten Bergen der Alpen.

## Lage
Der Berg liegt südlich von Sondrio in der norditalienischen Region Lombardei. Er erhebt sich über dem Ort Valbondione am Nordende des Val Seriana. Zusammen mit seinen Nachbargipfeln Pizzo di Redorta und Punta di Scais schließt er einen großen, nach Süden geöffneten Karkessel ein, dessen nordöstlichen Eckpfeiler er bildet und in dem sich der kleine See Lago di Coca (2108 m s.l.m.) befindet. Etwas unterhalb des Südendes des Kessels liegt auf einem Felsabsatz das Rifugio Coca, welches meist als Ausgangsort für die Besteigung dient. 
Den höchsten Punkt des Berges bildet eine schmale, fast horizontale Grathöhe, die zwei Gipfel trägt: Den südlicheren Hauptgipfel, auf dem ein 1978 errichtetes Gipfelkreuz steht, und den um etwa drei Meter niedrigeren Nordgipfel. In der rund 600 m hohen Nordwestwand befindet sich etwa 300 Höhenmeter unter dem Nordgipfel der kleine Gletscher Vedretta dei Marovin. Im Westgrat des Berges liegt der steile Felszahn des Dente di Coca (2922 m s.l.m.). Der Pizzo di Coca besteht überwiegend aus Orthogneisen und tonhaltigem Schiefer.

## Besteigung
Der markierte Normalweg führt vom Rifugio di Coca (1892 m s.l.m.) aus über den Südostgrat zum Gipfel. Von der Hütte aus steigt man zunächst zu einer kleinen, rund 60 Meter höher gelegenen Hochfläche auf, von der man über steile Grashänge den Südgrat erreicht. Diesem folgt der Weg in steilem Felsgelände bis in die Scharte der Bocchetta del Polledrino. Von dort quert man leicht ansteigend die Südostflanke zum Südostgrat. Diesem folgt der Weg bis zum Gipfel, wobei Kletterstellen bis zum II. Schwierigkeitsgrad überwunden werden müssen. Die Erstbesteigung des Pizzo di Coca erfolgte am 4. September 1877 durch Emilio Torri zusammen mit dem Führer Antonio Baroni. 